# Letiště Kundúz
Letiště Kundúz (IATA: UND, ICAO: OAUZ) se nachází asi 8 km jihovýchodně od Kundúzu, hlavního města provincie Kundúz v Afghánistánu. Jedná se o vnitrostátní letiště pod Ministerstvem dopravy a civilního letectví Afghánistánu a slouží obyvatelům provincie Kundúz. Bezpečnost na letišti a v jeho okolí zajišťují afghánské národní bezpečnostní síly.
Letiště se nachází v nadmořské výšce 444 m n. m. Má jednu ranvej označenou 11/29 s asfaltovým povrchem o rozměrech 2 469 m × 45 m. V roce 2017 přibyl nový terminál, který má kapacitu až 1 300 cestujících.

## Dějiny
Letiště bylo původně postaveno v roce 1958, kdy Afghánistánu vládl král Záhir Šáh. O dva roky později pokračovaly ve stavebních pracích Spojené státy americké. Během 80. let bylo využíváno afghánskými a sovětskými silami pro vojenské účely. Nedávno jej používaly síly NATO při operaci Rozhodná podpora.
Po stažení všech sil NATO z Afghánistánu převzali kontrolu nad letištěm v srpnu 2021 členové Tálibánu. Získali zbraně a vozidla afghánské národní armády a afghánských vzdušných sil, včetně bitevního vrtulníku Mi-35 Hind, který afghánskému letectvu dala Indie.

## Destinace
Každý týden probíhají dva lety mezi letištěm Kundúz a mezinárodním letištěm v Kábulu. Všechny lety z letiště Kundúz byly od srpna 2021 do července 2022 pozastaveny.

## Incidenty
- Dne 17. května 2010 potvrzené zprávy uvádějí, že let Pamir Airways 112 (Antonov An-24) havaroval 100 km od mezinárodního letiště v Kábulu.[7] Letadlo bylo na cestě z letiště Kundúz do Kábulu, když náhle zmizelo z radarů.[8] Trosky se podařilo lokalizovat 20. května, záchranáři na místo dorazili 21. května. Nikdo z cestujících nepřežil.
- Dne 28. září 2015, během bitvy o Kundúz, mnoho civilistů uprchlo z města Kundúz na letiště.[9]
- Dne 11. srpna 2021 zpravodajský kanál Russia Today oznámil, že letiště bylo dobyto Tálibánem.